# Livade uz Bednju I
Livade uz Bednju I este o arie protejată (sit de importanță comunitară — SCI) din Croația întinsă pe o suprafață de 226,43 ha, integral pe uscat.

## Localizare
Centrul sitului Livade uz Bednju I este situat la coordonatele 46°14′17″N 15°57′40″E / 46.238°N 15.961°E.

## Înființare
Situl Livade uz Bednju I a fost declarat sit de importanță comunitară în iulie 2013 pentru a proteja 2 specii de animale.

## Biodiversitate
Situată în ecoregiunea continentală, aria protejată conține 2 habitate naturale: Liziere de ierburi înalte hidrofile de câmpie și de nivel montan până la alpin, Fânețe de joasă altitudine (Alopecurus pratensis, Sanguisorba officinalis).
La baza desemnării sitului se află mai multe specii protejate de  nevertebrate (2): fluturele auriu (Euphydryas aurinia), fluturele purpuriu (Lycaena dispar).
Pe lângă speciile protejate, pe teritoriul sitului au mai fost identificate 1 specie de plante, 1 specie de nevertebrate.